# Едгар Бенітес
Едгар Мілсіадес Бенітес Сантандер (ісп. Édgar Milciades Benítez Santander; нар. 8 листопада 1987, Репатріаціон, Парагвай) — парагвайський футболіст, нападник клубу «Толука» та збірної Парагваю. Учасник чемпіонату світу з футболу 2010 року.

## Титули і досягнення
- Володар Кубка Мексики (1):

Керетаро: 2016А
- Володар Суперкубка Мексики (1):

Керетаро: 2017
- Володар Кубка Парагваю (1):

Лібертад: 2019
- Володар Ліги чемпіонів КОНКАКАФ (1):

Пачука: 2009/10